# Priska Doppmann
Priska Doppmann (Cham, 10 de maio de 1971) é uma ciclista suíça.
Foi campeã nacional de estrada em 1999. Terminou em sétimo lugar na prova de estrada individual feminina nos Jogos Olímpicos de Verão de 2008 (Pequim).